# Mozoncillo
Mozoncillo er en by og kommune i det centrale Spanien i provinsen Segovia. Den har et indbyggertal på 907 (2024) indbyggere.